# Thienemannia paasivirtai
Thienemannia paasivirtai är en tvåvingeart som beskrevs av Tuiskunen 1986. Thienemannia paasivirtai ingår i släktet Thienemannia och familjen fjädermyggor.
Artens utbredningsområde är Finland. Enligt den finländska rödlistan är arten nära hotad i Finland. Arten har ej påträffats i Sverige. Artens livsmiljö är stränder. Inga underarter finns listade i Catalogue of Life.